# Marco Delvecchio
Marco Delvecchio (Milánó, 1973. április 7. –) olasz válogatott labdarúgó. Pályafutása nagy részét a Romaban töltötte.

## Pályafutása

### Klubcsapatokban
Mielőtt 1995-ben a Romahoz került megfordult az Internazionaleban (1991–1992), a Veneziaban (1992–1993), az Udineseben (1993–1994), majd ismét az Interben (1994–1995).
A farkasokkal 2001-ben megnyerte a Scudettot. Összesen 269 mérkőzésen lépett pályára a Romaban és 77 gólt szerzett. A 2004–2005-ös idényt a Brescia játékosaként töltötte. Játékosa volt még a Parmanak (2005–2006) és az Ascolinak (2006–2007). Az alacsonyabb osztályú Pescatori Ostia csapatából vonult vissza 2009-ben.

### Válogatottban
Az olasz u21-es válogatott tagjaként Európa-bajnoki címet szerzett 1996-ban. A nemzeti csapatban 1998 és 2004 között szerepelt. Az olimpiai csapattal részt vett az 1996-os atlantai olimpián.
A 2000-es Európa-bajnokság döntőjében az ő góljával vezettek az olaszok egészen a 94. percig, de végül el bukták a döntőt. Ott volt a 2002-es koreai-japán közös rendezésű világbajnokságon, de nem játszott egyetlen percet sem.

## Sikerei, díjai
AS Roma
- Serie A: 2000–01
- Coppa Italia: 2001

Olasz válogatott
- Európa-bajnokság: második hely; 2000
- U21-es Európa-bajnokság: 1996

## Külső hivatkozások
- Statisztika a FIGC honlapján
- Statisztika a National Football Teams honlapján
- Statisztika a tuttocalciatori.net honlapján